# Sörbyn, Umeå kommun
Sörbyn är en by i Umeå kommun,  Nordmalings socken.

## Historia
Sörbyn var en av de medeltida byarna i Nordmalings socken och omnämns tidigast i Gustav Vasas jordebok över Ångermanland från 1550. Under 1800-talet ägdes Sörbyns marker av familjen Häggström och Håknäs sågverksaktiebolag, och brukspatronen Robert Häggström var bosatt i Sörbyn. År 1889 förvärvade Mo och Domsjö AB Håknäsbolaget och rustade upp jordbruket i Sörbyn.
När Hörnefors socken bildades 1913 fördes Sörbyn dit. Den västra gränsen för Sörbyns ägor blev därmed också den västra gränsen för Hörnefors socken och kommun, från och med 1974 för Umeå kommun. 
År 1945 övertog Domänverket Sörbyns ägor och gården blev fångvårdsanstalten Sörbyn.